# Thelastomatoidea
Die Thelastomatoidea sind eine Überfamilie der Pfriemenschwänze, die als Parasiten oder Symbionten im Darm von Gliederfüßern vorkommen. Sie kommen vor allem bei Schaben und Doppelfüßern vor. Einige Vertreter treten bei Käferlarven, Maulwurfsgrillen und Tipuloidea-Larven auf, eine Art bei Laubheuschrecken. Eine Theorie ist, dass sich die Pfriemenschwänze bei Schaben und Doppelfüßern entwickelten, später auch auf andere Wirbellosenwirte übergingen und sich daraus auch die Pfriemenschwänze der Wirbeltiere (Überfamilie Oxyuroidea) entwickelten. Die bisher vorliegenden Daten reichen jedoch nicht aus, diese These molekulargenetisch zu untermauern. Zur Überfamilie gehören 479 Arten.

## Merkmale
Thelastomatoidea haben einen Ösophagus mit einem hinteren kolbenförmigen Abschnitt (Bulbus), keinen Genitalsaugnapf und Männchen entweder ein einzelnes oder gar kein Spiculum. Sie haben typischerweise acht Kopfpapillen, deren Ausprägung aber großer Variation unterliegt. Da die Männchen sehr klein sind (gewöhnlich kleiner als 1 mm) und im Wirt in deutlich geringerer Zahl als Weibchen auftreten, sind einige Fadenwurm-Merkmale wie die Anordnung der Kaudalpapillen und die Schwanzstrukturen für viele Arten nur ungenügend beschrieben.

## Lebenszyklus
Thelastomatoidea haben einen direkten Lebenszyklus. Weibchen geben Eier im Hinterdarm des Wirts ab, die mit dem Kot in die Außenwelt gelangen. Die Zahl der Häutungen ist schwierig zu ermitteln, da die Kutikula während der Häutung resorbiert wird. Für einige Gattungen ist bekannt, dass eine einzige Häutung im Ei stattfindet und bereits das zweite Larvenstadium infektiös ist und nicht wie bei den meisten Fadenwürmern das dritte. Synapomorphes Merkmal ist das Ruhestadium der Larve 1.
Bei Pfriemenschwänzen üblich tritt auch bei vielen Thelastomatoidea Haplodiploidie auf: die haploiden Männchen entstehen aus unbefruchteten Eiern, während die diploiden Weibchen aus befruchteten Eiern hervorgehen. Es scheint Mechanismen zu geben, die die Zusammensetzung der Population beeinflussen. Bei manchen Thelastomatoidea ist bekannt, dass in einem Wirt nur ein einziges Männchen vorkommt.

## Systematik
Hodda untergliedert die Überfamilie in 5 Familien mit je einer Unterfamilie und insgesamt 90 Gattungen:
- Thelastomatidae Travassos, 1929
  - Thelastomatinae Travassos, 1929
- Travassosinematidae Rao, 1958
  - Travassosinematinae Rao, 1958
- Hystrignathidae Travassos, 1929
  - Hystrignathinae Travassos, 1929
- Protrelloididae Chitwood, 1932 (Adamson & Van-Waerebeke, 1992)
  - Protrelloidinae Chitwood, 1932
- Gyoeryiidae Kloss, 1958 (Adamson & Buck, 1990)
  - Gyoeryiinae Kloss, 1958